# Regicídio de 1908

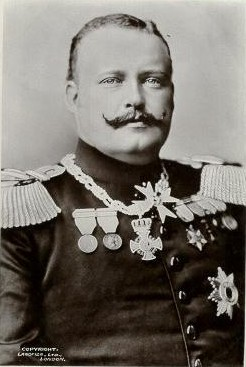
O rei D. Carlos I de Portugal.

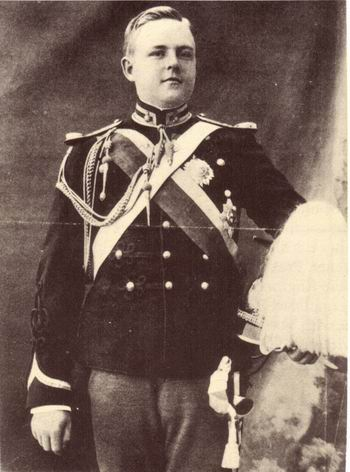
O Príncipe Real D. Luís Filipe.

O Regicídio de 1908 foi o assassinato do Rei D. Carlos I de Portugal e dos Algarves e do seu herdeiro, Luís Filipe, Príncipe Real de Portugal, por Republicanos e elementos da Carbonária Portuguesa. Os acontecimentos ocorreram a 1 de fevereiro de 1908 na Praça do Comércio,em Lisboa, também conhecida por Terreiro do Paço.
Este assassinato marcou profundamente a História de Portugal, marcando o fim da última tentativa séria de reforma da Monarquia Constitucional e uma nova escalada de violência na vida pública do país.
Após este acontecimento, subiu ao trono D. Manuel II, filho mais novo de D. Carlos, com apenas 18 anos de idade. Teve muitas dificuldades em repor a ordem no país e em conter a fúria republicana contra a Monarquia. Estavam reunidas as condições para uma revolução e a Implantação da República Portuguesa.

## Antecedentes

### Descontentamento e descrédito
Em 1906, houve eleições e ganhou o partido chefiado por João Franco. Este convenceu o rei a dissolver o Parlamento e a governar em ditadura. Este facto contribuiu, ainda mais, para o descontentamento dos revolucionários republicanos.
O atentado foi uma consequência do clima de crescente tensão que perturbava o cenário político português. Dois fatores foram primordiais: em primeiro lugar, o caminho desde cedo traçado pelo Partido Republicano Português como solução para a erosão do sistema partidário vigente e, em segundo lugar, a tentativa por parte do rei D. Carlos, como árbitro do sistema político, de solucionar os problemas desse mesmo sistema apoiando o Partido Regenerador Liberal de João Franco, que viria a instaurar uma ditadura. Desde a sua fundação que o objetivo primário do Partido Republicano Português era o da substituição do regime. Esta atitude teve a sua quota de responsabilidade no despoletar deste acontecimento, mas os ânimos foram definitivamente acirrados pelo estabelecimento de uma ditadura por parte de João Franco, com o total apoio do rei e respetiva suspensão da Carta Constitucional em 1907.
O progressivo desgaste do sistema político português, vigente desde a Regeneração, em parte devido à erosão política originada pela alternância de dois partidos no Poder: o Progressista e o Regenerador, agravou-se nos primeiros anos do século XX com o surgimento de novos partidos, saídos diretamente daqueles. Em 1901, João Franco, apoiado por 25 deputados abandonou o Partido Regenerador, criando o Partido Regenerador Liberal. Em 1905 surge a Dissidência Progressista, fundado por José Maria de Alpoim, que entrou em rutura com o partido Progressista, do qual se separou com mais seis deputados eleitos pelo mesmo partido. À intensa rivalidade entre os partidos, agravada por ódios pessoais, juntou-se a atitude e ações críticas do Partido Republicano, contribuindo para o descrédito do regime, já de si bastante desacreditado devido às dívidas da Casa Real.

### A intervenção do rei e o encerramento do parlamento
Era esta a conjuntura quando D. Carlos se decidiu, finalmente, a ter uma intervenção ativa no jogo político, escolhendo a personalidade de João Franco para a concretização do sempre falhado programa de vida nova. Este, dissidente do Partido Regenerador, solicitou ao Rei o encerramento do Parlamento para poder implementar uma série de medidas com vista à moralização da vida política. Tal pedido já havia sido antes feito ao monarca pelos líderes dos dois partidos tradicionais, mas este sempre recusara, atendendo ao princípio de que o rei reina, mas não governa. Agora, no entanto, D. Carlos achou chegado o momento de intervir, depositando a sua confiança no homem que julgava à altura e encerrou o parlamento.
É evidente que o novo governo não podia ser bem recebido pelos que dele não se beneficiariam, pelo que se acirrou toda a oposição, desde os partidos monárquicos aos republicanos. Estes, aos quais um renovar do sistema político monárquico retiraria protagonismo, ou mesmo razão de ser, vão assumir uma atitude maquiavélica. Como então dizia Brito Camacho, relativamente a João Franco, "havemos de obrigá-lo a transigências que rebaixam ou às violências que comprometem". Foram eficazes os ataques pessoais, tanto a D. Carlos como a João Franco, tanto da parte daqueles como dos dissidentes progressistas, com os quais se entenderam. Vão aproveitar a questão dos adiantamentos, logo em Novembro de 1906, visando principalmente um ataque à figura do monarca. Mobilizam-se particularmente com a questão da greve académica de 1907. O regicídio foi uma mera consequência indireta dessa estratégia.
Já marcadas novas eleições, e prevendo-se um resultado favorável ao partido no poder, como era costume, decidiram-se os republicanos e os dissidentes pela força, estes apoiaram indireta ou diretamente organizações secretas como a Carbonária ou a Maçonaria. Esta tentativa de golpe de estado fracassa, devido à inconfidência de um conspirador. A 28 de Janeiro de 1908 são presos vários líderes republicanos, naquele que ficou conhecido como o Golpe do Elevador da Biblioteca. Afonso Costa e Francisco Correia de Herédia, o Visconde de Ribeira Brava, são apanhados de armas na mão no dito elevador, conjuntamente com outros conspiradores, quando tentavam chegar à Câmara Municipal. António José de Almeida, o dirigente Carbonário Luz Almeida, o jornalista João Chagas, João Pinto dos Santos e Álvaro Poppe contavam-se entre os noventa e três conspiradores presos. José Maria de Alpoim consegue fugir para Espanha. Alguns grupos de civis armados, desconhecedores do falhanço, fizeram tumultos pela cidade.
Em resposta a este golpe, e como reflexo de um endurecer de postura por parte do regime, até aí dominado por um fair play que permitia aos republicanos intervenções livres, o governo apresenta ao rei o Decreto de 30 de Janeiro de 1908. Este previa o exílio para o estrangeiro ou a expulsão para as colónias, sem julgamento, de indivíduos que fossem pronunciados em tribunal por atentado á ordem pública. Com isso, o Decreto de 30 de Janeiro de 1908 tem sido durante muito tempo considerado como a principal causa para o regicídio. Conta-se que, ao assiná-lo, o rei declarou: “Assino a minha sentença de morte, mas os senhores assim o quiseram". É de notar, no entanto, que o decreto, assinado a 30 de Janeiro, só foi publicado a 1 de Fevereiro, e os preparativos para o atentado datam com certeza de antes dessa data: atente-se ao testamento feito pelo regicida Buíça, datado de 28 de Janeiro.[carece de fontes?]

## O Atentado

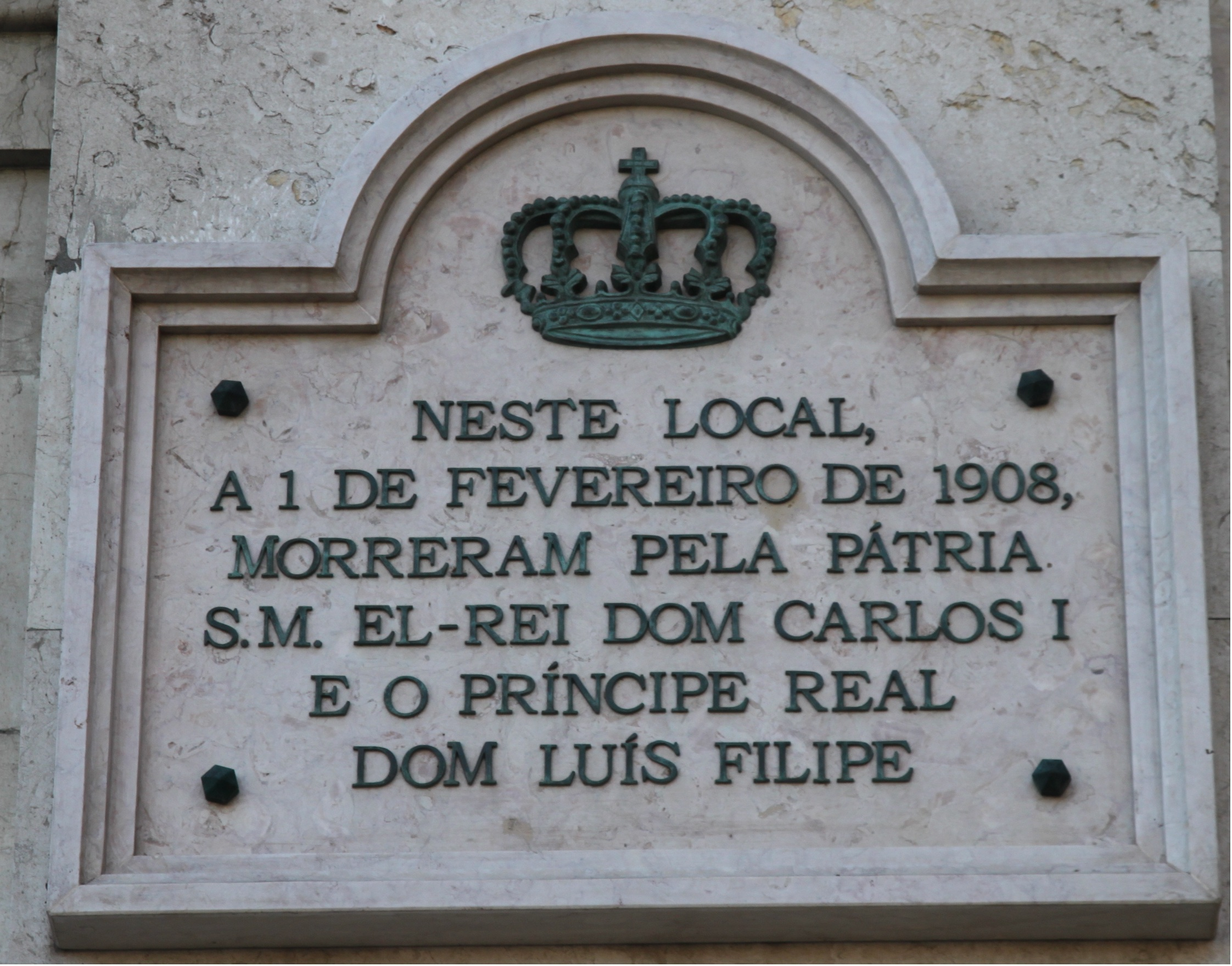
Terreiro do Paço, Lisboa.

### O cenário
O Rei, a Rainha e o Príncipe Real encontravam-se então em Vila Viçosa, no Alentejo, onde costumavam passar uma temporada de caça no inverno. O infante D. Manuel havia regressado dias antes, por causa dos seus estudos como aspirante na marinha. Os acontecimentos acima descritos levaram D. Carlos a antecipar o regresso a Lisboa, tomando o comboio, na estação de Vila Viçosa, na manhã do dia 1 de Fevereiro. Com cuidado para que a sua já preocupada mãe não se apercebesse, o Príncipe real arma-se com o seu revólver de oficial do exército. Durante o caminho o comboio sofre um ligeiro descarrilamento junto ao nó ferroviário de Casa Branca. Isto provocou um atraso de quase uma hora. A comitiva régia chegou ao Barreiro ao final da tarde, onde tomou o vapor "D. Luís", com destino ao Terreiro do Paço, em Lisboa, onde desembarcaram, na Estação Fluvial Sul e Sueste, por volta das 5 horas da tarde (o ocaso solar seria às 17h20, hora de Lisboa), onde eram esperados por vários membros do governo, incluindo João Franco, além dos infantes D. Manuel e D. Afonso, o irmão do rei.
Apesar do clima de grande tensão, o monarca optou por seguir em carruagem aberta, envergando o uniforme de Generalíssimo, para demonstrar normalidade. A escolta resumia-se aos batedores protocolares e a um oficial a cavalo, Francisco Figueira Freire, ao lado da carruagem do rei.
Há pouca gente no Terreiro do Paço. 

### O atentado
Quando a carruagem circulava junto ao lado ocidental da praça ouve-se um tiro e desencadeia-se o tiroteio. Um homem de barbas, passada a carruagem, dirige-se para o meio da rua, leva à cara a carabina que tinha escondida sob a sua capa, põe o joelho no chão e faz pontaria. O tiro atravessou o pescoço do Rei, matando-o imediatamente. Começa a fuzilaria: outros atiradores, em diversos pontos da praça, atiram sobre a carruagem, que fica crivada de balas.
Os populares desatam a correr em pânico. O condutor, Bento Caparica, é atingido numa mão. Com uma precisão e um sangue frio mortais, o primeiro atirador, mais tarde identificado como Manuel Buíça, professor primário, de 32 anos, expulso do Exército, volta a disparar. O seu segundo tiro vara o ombro do rei, cujo corpo descai para a direita, ficando de costas para o lado esquerdo da carruagem. Aproveitando isto, surge a correr de debaixo das arcadas um segundo regicida, Alfredo Costa, 24 anos, empregado do comércio e editor de obras de escândalo, que pondo o pé sobre o estribo da carruagem, se ergue à altura dos passageiros e dispara sobre o rei já tombado.
A rainha, já de pé, fustiga-o com a única arma de que dispunha: um ramo de flores, gritando “Infames! Infames!” O criminoso volta-se para o príncipe D. Luís Filipe, que se levanta e saca do revólver do bolso do sobretudo, mas é atingido no peito. A bala, de pequeno calibre, não penetra o esterno (segundo outros relatos, atravessa-lhe um pulmão, mas não era uma ferida mortal) e o Príncipe, sem hesitar, aproveitando porventura a distração fornecida pela atuação inesperada da rainha sua mãe, desfecha quatro tiros rápidos sobre o atacante, que tomba da carruagem. Mas ao levantar-se D. Luís Filipe fica na linha de tiro e o assassino da carabina atira a matar: uma bala de grosso calibre atinge-o na face esquerda, saindo pela nuca. D. Manuel vê o seu irmão já tombado e tenta estancar-lhe o sangue com um lenço, que logo fica ensopado.

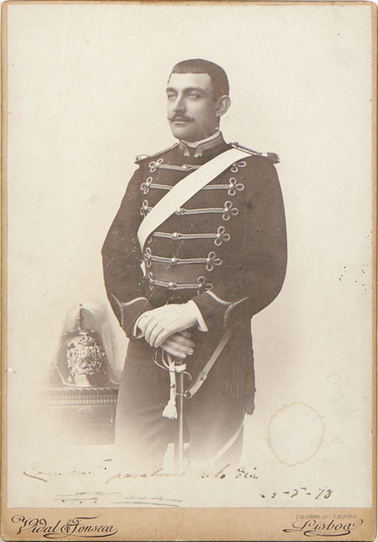
O Tenente Figueira, que ajudou a abater Alfredo Costa e Manuel Buíça.

A fuzilaria continua. D.ª Amélia permanece de pé, gritando por ajuda. Buíça volta a fazer pontaria mas é impedido de disparar sobre a carruagem pela intervenção de Henrique da Silva Valente, simples soldado de Infantaria 12, que passava no local, e que se lança sobre ele de mãos nuas. Na breve luta que se segue o soldado é atingido numa perna, mas a sua intervenção é providencial. Tendo voltado o seu cavalo, o oficial Francisco Figueira carrega primeiro sobre o Costa, que ferido pelo príncipe é atingido por um golpe de sabre e preso pela polícia, e de seguida dirige-se a Buíça. Este ainda o consegue atingir numa perna com a sua última bala e tenta fugir, mas Figueira alcança-o e imobiliza-o com uma estocada.

### O pós-atentado
Com os regicidas imobilizados, o zelo excessivo dos polícias presentes levou a que acabassem abatidos no local, o que dificultou as posteriores investigações sobre o atentado. Segundo alguns relatos, Alfredo Costa já estaria moribundo, mas sabe-se que Manuel Buíça, mesmo ferido, resistiu à sua apreensão pela polícia. Também vítima da polícia foi um transeunte inocente, Sabino Costa, empregado de ourivesaria e monárquico, provavelmente confundido com outro regicida oculto na multidão. De facto, o condutor, a golpes de chicote, fez arrancar a carruagem, virando a esquina para a rua do Arsenal, procurando aí refúgio. É nessa altura que um atirador desconhecido ainda consegue atingir D. Manuel num braço (segundo outras versões, o tiro de raspão atingiu-o ainda antes de a carruagem virar para a rua do Arsenal, mas esse tiro já não podia partir dos dois regicidas mencionados, já a braços com a polícia).
A carruagem entra no Arsenal da Marinha, onde se verifica o óbito do Rei e o do Herdeiro do Trono. Quando o Infante D. Afonso, que havia começado a correr desde o seu carro no fim do cortejo, chegou ao Arsenal, teve como primeiro instinto acusar João Franco como responsável pela tragédia.[carece de fontes?]
A mãe de D. Carlos, a rainha D. Maria Pia, foi chamada ao Arsenal, onde encontrando-se com D. Amélia lhe diz desolada: “Mataram-me o meu filho”, ao que esta respondeu: “E o meu também”.[carece de fontes?]
Julgando que se tratava de um novo golpe de estado, a população de Lisboa refugia-se nas suas casas e a cidade fica deserta. Mas as tropas permanecem nos quartéis e a situação permanece calma: o atentado não foi um sinal para o golpe, que já havia sido frustrado, antes o acto de quem ainda tinha armas na mão, porventura influenciados pela repressão que se previa da parte do governo. À noite as rainhas e o novo rei foram escoltados para o palácio das Necessidades, pois temia-se novo atentado. Depois veio a tarefa macabra de levar os corpos para o palácio, o que foi feito sentando-os em duas carruagens, como se fossem vivos, a cabeça de D. Luís Filipe tombando sobre o ombro do seu tio, o infante D. Afonso de Bragança, Duque do Porto, agora o novo Príncipe Real. Não foram efetuadas autópsias, sendo os corpos embalsamados sob a supervisão do médico da Casa Real, Tomás de Melo Breyner, tarefa penosa não só pela proximidade às vitimas como também pelo estrago feito pelas balas.[carece de fontes?]
Pelas suas temerárias tentativas de proteger D. Carlos, D. Manuel II atribuiria a Ordem da Torre e Espada a ambos tenente Figueira e soldado Valente.

## As consequências imediatas

### Repercussões internacionais e nacionais
Os jornais de todo o mundo publicaram desenhos representativos do atentado, baseadas nas descrições, com elementos mais ou menos fantasiosos, mas sendo sempre presente a imagem de Dª Amélia, de pé, indiferente ao perigo, fustigando os assassinos com um frágil ramo de flores. Em Londres, os jornais exibiam fotos das campas dos regicidas, cobertas de flores, com a legenda “Lisbon’s shame!”. É preciso não esquecer, para além do próprio carácter do ato, que se tratava de uma Europa à altura maioritariamente monárquica. No entanto, no próprio país, a reação não foi a esperada, valendo do rei de Inglaterra, Eduardo VII, amigo de D. Carlos e do Príncipe D. Luís Filipe, a frase: “Matam dois cavaleiros da Ordem da Jarreteira como cães e lá no país deles ninguém se importa!” Após o atentado, pediu a demissão o Governo de João Franco, que não impedira a morte do Rei. De facto, à imprevidência do chefe de governo cabe a maior parte das responsabilidades pela falta de uma escolta adequada, ainda mais tendo em conta o contexto de um golpe falhado, quando civis armados ainda andariam pela cidade. João Franco sabia-se alvo de atentados planeados, mas nunca desconfiou que o ódio visava também o rei.
Presidindo ao Conselho de Estado, na tarde de dia 2, com o braço ao peito e envergando o seu uniforme de aspirante da marinha, o novo rei D. Manuel II confessou a sua inexperiência e falta de preparação e pediu orientação ao Conselho. Este votou a demissão de João Franco e a formação de um governo de coligação, a que se chamou o Governo "de Acalmação", presidido pelo independente contra-almirante Ferreira do Amaral. Este ministério incluía membros dos partidos Regenerador e Progressista além de independentes, e visava fazer o país voltar à normalidade parlamentar, acabando-se o governo em ditadura. De facto abandonou-se completamente a posição de força seguida por D. Carlos e pelo seu último ministério: anularam-se as medidas ditatoriais anteriormente publicadas, soltaram-se os presos políticos, amnistiaram-se os marinheiros que se haviam revoltado em 1906, e consentiu-se que se fizessem comícios republicanos em que se fazia a apologia do atentado e se considerava os assassinos como beneméritos da Pátria. Outro facto permitido foi a romagem de cerca de vinte e duas mil pessoas às sepulturas dos regicidas. O evento fora organizado pela Associação do Registo Civil, que fornecia as flores e dava além de 500 réis a cada pessoa, 200 réis a cada criança que aparecesse junto das campas.
Esteve presente na reunião do Conselho de Estado que votou estas decisões, e do qual fazia parte, o Marquês de Soveral, embaixador de Portugal em Inglaterra, e que por acaso se encontrava em Portugal à altura. Próximo da família real, também votou pela demissão de João Franco e pelo estabelecimento do Governo de Acalmação. Quando, pouco tempo depois, reassumiu as suas funções de embaixador e se encontrou com o rei da Grã-Bretanha, Eduardo VII, também este seu amigo pessoal, o monarca britânico brindou-o com as palavras: “Então que raio de país é esse, em que se mata um rei e um príncipe e a primeira coisa que se faz é demitir o ministério? A revolução triunfou, não é verdade?" “Foi só então, diria mais tarde o marquês de Soveral, que compreendi o erro que tínhamos cometido”.

### Os republicanos e o prenúncio da República
De facto, ao demitir-se o ministério o regime deu aos republicanos o argumento de que só eles é que tinham acabado com a ditadura. Depois da hesitação inicial, em que se chegou a propor um pacto de colaboração com o regime, cedo voltaram à carga, decidindo em congresso o derrube pela força do regime: Congresso de Setúbal, 24 a 25 de Abril de 1909. Esta hesitação deveu-se aos próprios conceitos do partido. Aos republicanos mais distintos, alguns dos quais ficaram verdadeiramente chocados pelo crime, o regicídio não interessava a menos que fosse acompanhado pelo triunfar da revolução. Temiam a reação do povo rural mais conservador e, estavam cientes do desagrado da Inglaterra para com qualquer atentado à pessoa física do rei. No entanto, não podiam virar as costas aos seus apoiantes, o povo miúdo da cidade de Lisboa, já exacerbado pela propaganda republicana no seu ódio ao regime. Condenavam o ato, mas como se fosse por obrigação enquanto piscavam o olho ao povo que lhes enchia os comícios e se filiava no partido. Foi isto, mas o idolatrar dos regicidas e o recurso à violência depois da Proclamação da República, que fez incidir sobre o partido as suspeitas posteriores da autoria do crime.(Fontes necessárias) 
Independentemente da questão de autoria moral, o certo é que, face à fraca reação, ou mesmo a falta dela, por parte do regime, os republicanos organizaram-se nos seus propósitos de o derrubar pela força, o que viriam a conseguir pela intentona seguinte, a de 5 de Outubro de 1910. É de notar que por esta altura, e não tendo nem voltado ao expediente da ditadura, nem evitado as suas costumeiras divisões, os políticos monárquicos já haviam percebido o seu erro. Como consequência deste último golpe, o governo deu ao rei para assinar um decreto de suspensão de garantias, para poder lidar firmemente com os agitadores, mas essa ação foi invalidada pela vitória republicana no golpe. 

## Responsabilidades do atentado

### Processo de averiguações
Lançou-se um rigoroso inquérito aos acontecimentos, primeiro presidido pelos juízes Alves Ferreira e depois por José da Silva Monteiro e dr. Almeida de Azevedo que ao longo dos dois anos seguintes veio a apurar que o atentado, fora cometido por membros da Carbonária, que pretendia enfraquecer a Monarquia. O processo de investigação estava concluído nas vésperas do 5 de Outubro, e o começo do processo judicial estava marcado para 25 do mesmo mês. Entretanto, tinham sido descobertos mais suspeitos do assassinato como Alberto Costa, Aquilino Ribeiro, Virgílio de Sá, Domingos Fernandes e outros. Alguns dos elementos estavam refugiados no Brasil e em França, e dois pelo menos foram mortos pela Carbonária.[carece de fontes?]
Todo este esforço acabou por ser em vão: logo a seguir à Proclamação da República, o Juiz Almeida e Azevedo entregou o referido processo ao Dr. José Barbosa, membro do Governo provisório que o levou a Afonso Costa, Ministro da Justiça do Governo Provisório, e depois disso perdeu-se o rasto ao documento. Sabe-se que D. Manuel II, no exílio, recebeu uma cópia, facultada por um dos juízes, Almeida de Azevedo, mas essa também desapareceu em consequência de um roubo à sua residência ocorrido pouco tempo antes da sua morte, em 1932.[carece de fontes?]

### Os planos do atentado
Dos factos conhecidos não se considera geralmente o assassínio do rei como a execução de qualquer decisão vinda dos republicanos, dos maçons e da dissidência progressista, enquanto grupos. O que não quer dizer que os mesmos grupos não tenham a sua quota parte de responsabilidade neste crime. Admitiram como hipótese eventual esta consequência e não se importaram que esta se concretizasse. Isto porque se os regicidas actuaram por sua própria iniciativa, apenas se encontraram nessa posição pela iniciativa daqueles que os mobilizaram e armaram para outros fins. Certo é que os dois abatidos no local não eram nem os únicos aí presentes, nem os únicos implicados, como se fez crer na altura.[carece de fontes?]
Estudos recentes vieram trazer luz sobre os responsáveis e a sua motivação, embora muito ainda esteja envolto em dúvida. Quatro autores são a base principal sobre os factos que se apuraram: Raul Brandão, António de Albuquerque, Aquilino Ribeiro e José Maria Nunes. Destes, os dois primeiros não estavam envolvidos no atentado, tendo recolhido depoimentos de terceiros. Raul Brandão falou com várias pessoas próximas à trama, e extraiu do líder dos dissidentes, José Maria Alpoim, a confissão: “Só há duas pessoas em Portugal que sabem tudo, eu e outra (...) Só eu e outro sabemos em que casa foi a reunião, quem a presidiu e quem trocou ao Buíça o revólver pela carabina". António de Albuquerque, que estava exilado em Espanha após a publicação do seu romance difamatório para a família real "O Marquês da Bacalhoa", recebeu o testemunho de Fabrício de Lemos, um dos regicidas presentes no Terreiro do Paço, e transcreveu-o no seu livro "A execução do Rei Carlos". Aquilino Ribeiro, embora não tenha participado diretamente, esteve envolvido e conhecia o plano e os assassinos, como deixou testemunho na sua obra "Um escritor confessa-se." José Maria Nunes era também um dos regicidas e deixou o seu testemunho, tendencialmente autoelogioso mas no geral credível, no escrito: "E para quê?".
Destes quatro testemunhos, só Aquilino é que refere o plano de emboscar a família real como tendo sido adotado na ocasião, derivado do plano de assassinar João Franco, e tomado no local.[carece de fontes?]
Do testemunho dos outros pode-se presumir que o plano teve lugar algures em fins de 1907. Nesta altura, José Maria Alpoim associa-se à Carbonária o que leva, consecutiva e complementarmente, a um plano de aquisição de armas, o plano para um levantamento revolucionário, um plano para assassinar o primeiro-ministro e outro para assassinar o Rei.[carece de fontes?]
Estes planos, segundo o testemunho de José Maria Nunes, teria sido abordado pela primeira vez em Paris, no Hotel Brébant, no Boulevard Poissonnière, entre 2 políticos portugueses e alguns revolucionários franceses. O regicida não nomeia esses políticos, nem nunca se foi capaz de identificá-los, mas os revolucionários franceses provavelmente pertenceriam ao movimento anarquista internacional, dado que o embaixador português em Paris chegou a avisar que se preparava um plano contra a família real portuguesa vindo desses sectores.

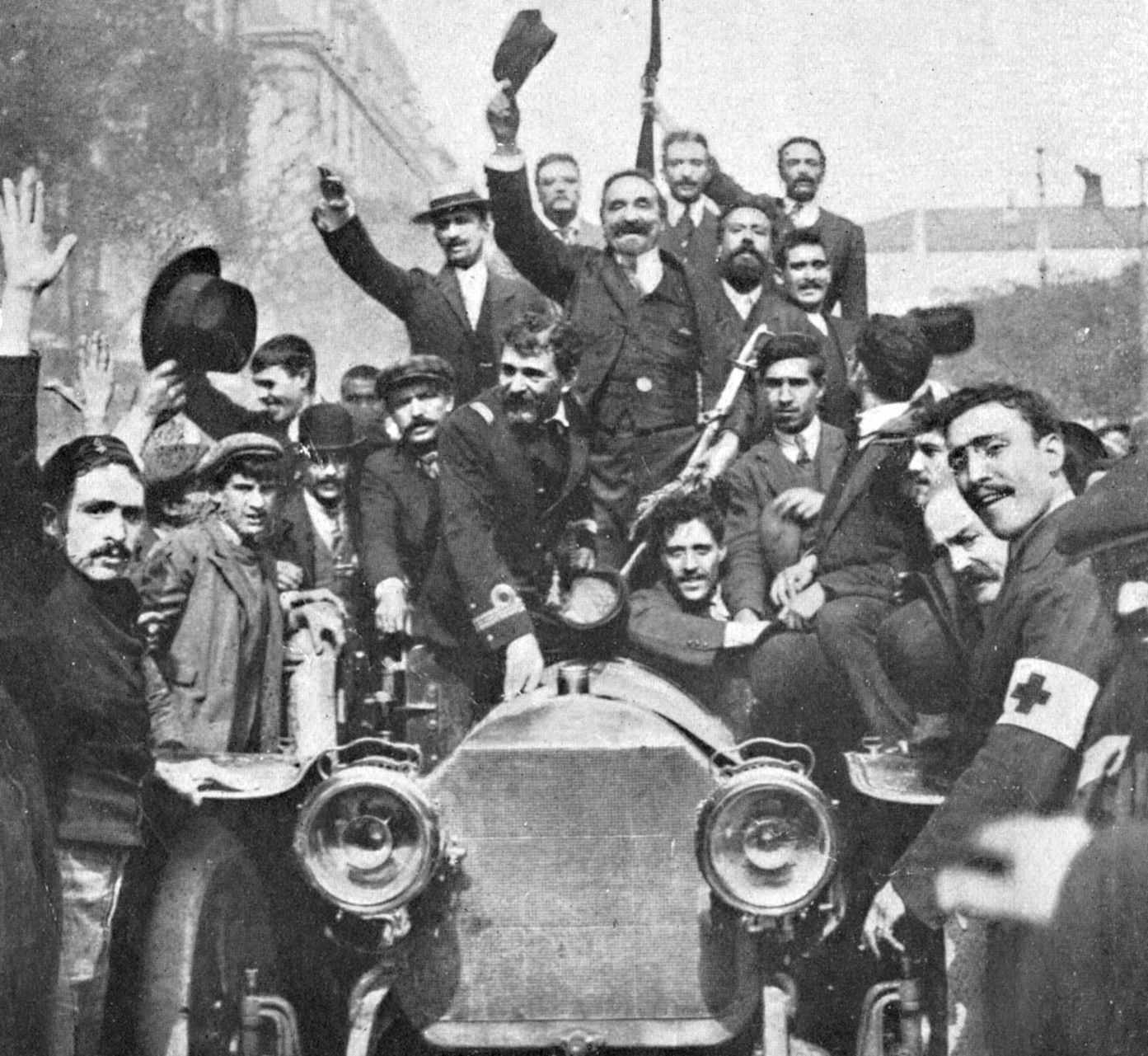
Francisco Correia de Herédia, 1.º Visconde da Ribeira Brava, a celebrar a implantação da república.

Os dissidentes foram os principais financiadores, tendo a Carbonária fornecido os homens. Sabe-se que as armas usadas no regicídio foram levantadas do armeiro Gonçalo Heitor Freire (republicano e maçom) por Francisco Correia de Herédia, 1.º Visconde da Ribeira Brava, um dos principais membros dos dissidentes.[carece de fontes?]
Aquando do fracasso da intentona do Elevador da Biblioteca, estas armas, guardadas nos Armazéns Leal, foram com sucesso transportadas para casa do dito visconde, onde ficaram escondidas. No rescaldo do fracasso e reação do governo, sabe-se que um grupo de 18 homens se reuniu num velho casarão de Xabregas, dia 30 ou 31 (os testemunhos são contraditórios quanto à data precisa) onde se decidiu pelo assassinato da família real.[carece de fontes?]

### Os responsáveis e conjeturas sobre o plano de ação
Pelo depoimento dos dois já citados regicidas sabemos a identidade de 8 dos 18 membros. Destes, todos os 8 ou apenas 5 constituíam o primeiro grupo, posicionado no Terreiro do Paço: Alfredo Costa, Manuel Buíça, José Maria Nunes, Fabrício de Lemos, Ximenes, Joaquim Monteiro, Adelino Marques e Domingos Ribeiro.[carece de fontes?]
O segundo grupo tomaria posição em Santos e o terceiro em Alcântara, cobrindo assim todo o caminho até ao Paço das Necessidades. Os atacantes não esperavam sobreviver ao atentado: Manuel Buíça já havia feito o seu testamento e Alfredo Costa fez questão de pagar uma dívida a um amigo. Mesmo assim, a maior parte do primeiro grupo conseguiu fugir e esconder-se na multidão, e os outros grupos não tiveram qualquer intervenção.[carece de fontes?]
Pelo conjunto dos relatos pode-se concluir que o plano para matar o rei já existia previamente, não de forma independente, mas como parte do plano geral da revolta. No entanto, existe um fator curioso, provocado pelo descarrilamento da carruagem real ocorrido durante a viagem para Lisboa, referido acima. No dia do atentado, pouco depois das 4 da tarde, a 300 km da capital, em Pínzio, perto da Guarda, dois criados de José Maria Alpoim, regressando de carro depois de terem transportado o seu patrão para e exílio em Salamanca, ficam sem gasolina e são forçados a parar. Numa taberna local, e perante várias testemunhas, afirmam que aquela hora já não havia rei em Portugal, pois já tinha sido morto. Como poderiam saber? Tal seria verdade se o comboio não tivesse descarrilado. Até que ponto estava o plano já estruturado antes do golpe do elevador como plano de recurso e até que ponto estava José Maria Alpoim envolvido nisso? Estas questões permanecem sem resposta. Embora os dois regicidas caídos tenham ficado com as maiores responsabilidades na altura, o envolvimento dos dissidentes não ficou esquecido. Malgrado a sua autopromoção depois da implantação da República, não se conseguiram livrar do efeito negativo que a suspeita de envolvimento no regicídio lhes transmitiu, e que se nota pela alcunha de Buissidentes com que foram apodados. José Maria Alpoim e o visconde da Ribeira Brava não conseguiram singrar no novo regime. O primeiro nunca passou de adjunto do procurador e o ex-visconde foi governador civil de Lisboa mas acabou vítima da "leva da morte" de Outubro de 1918.[carece de fontes?]

## O centenário do regicídio
Memorializações no centenário do regicídio de 1908:
- Foi publicado um livro chamado "Dossier Regicídio", onde explica e fala sobre o dossier de investigação e apuramento de responsabilidades do regicídio de 1908, do qual não se conhece os resultados.[14]
- Foi inaugurada pelo Presidente da República, Aníbal Cavaco Silva, uma estátua do rei D. Carlos junto e virada para a baía da vila de Cascais, simbolizando, de certa forma, o estudo e o carinho que o rei tinha pelo mar e pela Natureza, e o carinho pela vila de Cascais;
- De forma simbólica, o pretendente Duarte Pio de Bragança e o seu filho primogénito, Afonso de Santa Maria de Bragança, depositaram uma coroa de flores junto ao local do regicídio, assinalado por uma placa aí existente. Seguiu-se uma missa em homenagem ao rei D. Carlos e ao príncipe D. Luís Filipe de Bragança, na Igreja de São Vicente de Fora, em Lisboa, onde estão sepultados os seus restos mortais. Foi celebrada pelo Cardeal Patriarca de Lisboa, D. José Policarpo;
- A RTP produziu uma série sobre o regicídio chamada "O Dia do Regicídio", para o seu centenário.